# 野本一平
野本 一平（のもと いっぺい、1932年7月7日 - 2021年2月27日）は、日本出身の著述家で、浄土真宗の僧侶、新聞社元社長。本名は乘元恵三。

## 略歴
岩手県前沢（現・奥州市前沢区）の寺院に生まれる。
1955年龍谷大学文学部仏教史学科を卒業。武蔵野女子学院中学校・高等学校で社会科教諭を務める。1962年10月に米国仏教70周年記念の訪米僧侶団に加わり、初めて訪米する。翌年5月、リトル・トーキョーの西本願寺別院開教使として渡米し、以後65歳の時に米国仏教団を退職するまで、ロサンゼルスやフレズノの寺院で活動した。
1997年、サンフランシスコの北米毎日新聞社代表取締役社長に就任する（2003年に辞任し、同社顧問となる）。
この間、「野本一平」の筆名で日米関係にゆかりのある日本人の伝記やエッセイなどを執筆した。2010年に日本政府より旭日双光章を受章した。
2016年に脳梗塞を発症して右半身が不自由となり、手書き執筆だったため事実上書くことができなくなる。
2021年2月にサンフランシスコで死去。

## 著書
- 『かりふぉるにあ往来 日系コラムニストのエッセイ集』ミリオン書房、1985年
- 『亜米利加日系畸人伝』弥生書房、1990年
- 『箸とフォークの間 アメリカの片隅から』邑書林、1996年
- 『宮城与徳 移民青年画家の光と影』沖縄タイムス社、1997年
- 『信州の空・カリフォルニアの風 窪島誠一郎・野本一平往復書簡』小沢書店、1999年
- 『続・箸とフォークの間』邑書林、2002年
- 『夢海を渡る カリフォルニア移民の父・内田善一郎伝』南日本新聞社、2008年
- 『八島太郎 日米のはざまに生きた画家』創風社　2008年ISBN 978-4883521463